# Makedonische Gräber (Katerini)

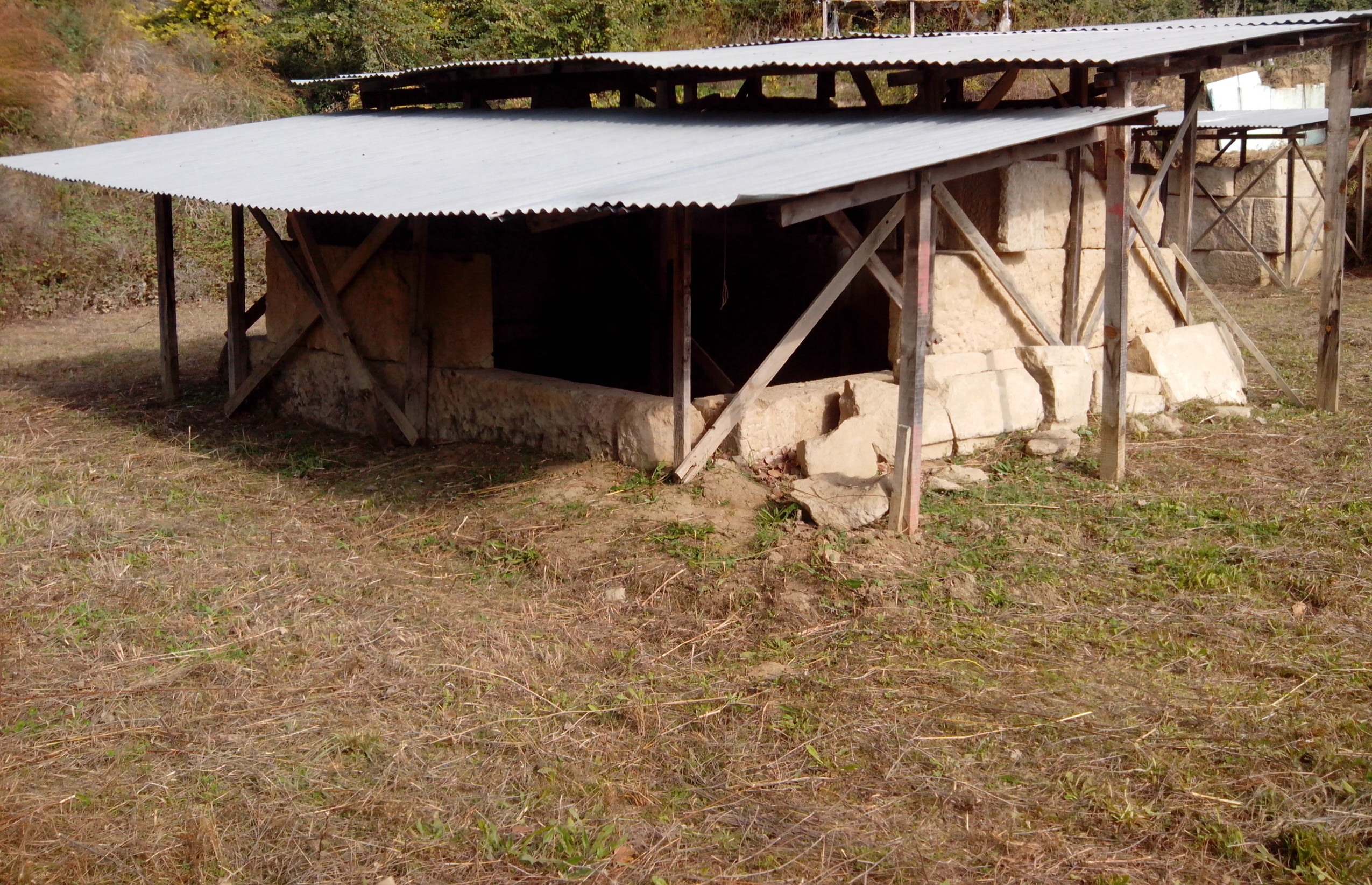
Makedonische Gräber Katerini

Bei Ausschachtungen zur Gewinnung von Tonerde wurden nördlich von Katerini zwei makedonische Gräber entdeckt.

## Lage
Die Gräber liegen rund 3,7 km nordöstlich des Zentrums von Katerini zwischen der Nationalstraße 1, der Hauptverbindung Athen-Thessaloniki, und der Autobahn 1, unmittelbar nördlich der Anschlussstelle Vória Kateríni (Βόρεια Κατερίνη Katerini-Nord).

## Ausgrabungen

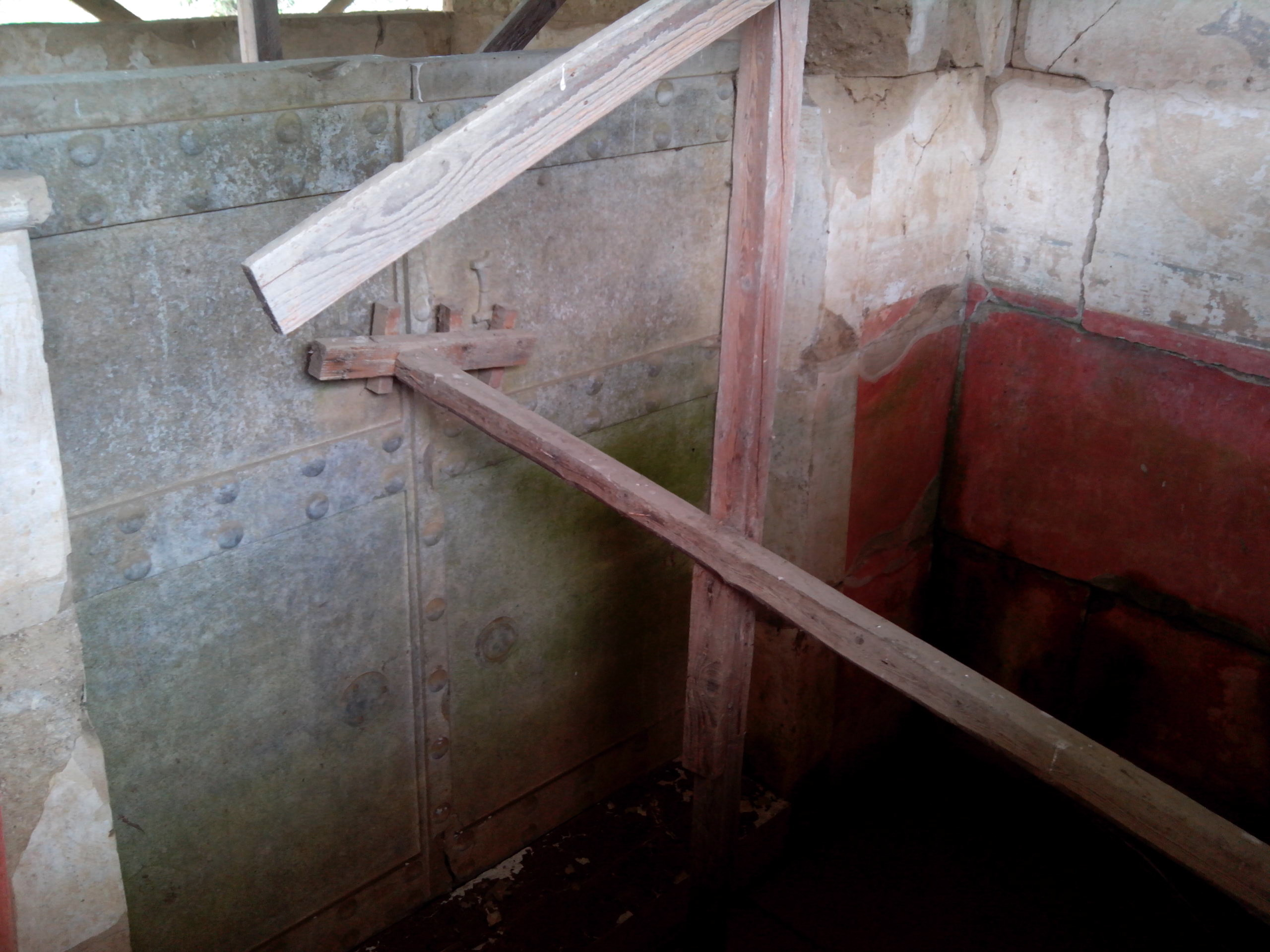
Makedonische Gräber Katerini, Grab A

Bereits Ende der 1960er Jahre war man auf einen zerstörten Brennofen und Gebäudereste gestoßen. Weitere Baustrukturen wurden durch Baggerarbeiten zerstört, dabei bemerkte man Teile einer Grabkammer. Das Grab A zählt zu den frühesten bekannten Beispielen makedonischer Gräber. Die Ausgrabungen beider Gräber wurden im Mai 1977 durchgeführt. Der Fund einer Münze aus der Zeit von Amyntas III. ermöglicht eine Datierung des Grabes A ins 2. Viertel des 4. Jahrhunderts v. Chr. Die Form des Grabes B war während des gesamten 4. Jahrhunderts v. Chr. gebräuchlich. Beide Gräber wurden aus exakt gefertigten Kalksteinmonolithen erbaut, sind innen verputzt und bemalt. Die Gräber wurden flach abgedeckt, sie weisen weder einen Zugang (Dromos) noch die teilweise übliche gewölbte Decke auf. Bei beiden Gräbern wurde die steinerne Dachkonstruktion teilweise entfernt, so dass man von oben einen guten Einblick hat. Der Zutritt in die Gräber ist nicht möglich. Eine Blechabdeckung schützt die Bauwerke vor Verwitterung.

### Grab A
Das westlich gelegene Grab besitzt eine Vorkammer und die eigentliche Grabkammer. Aufgrund der Bauform und Ausstattung wird das Grab als eine Übergangsform von den Schachtgräbern zu den makedonischen Gräbern angesehen. Die beiden Kammern waren durch eine zweiflügelige Marmortür getrennt, die vollständig erhalten ist. Die Tür war, wie in den benachbarten Gräbern von Korinos, als Imitat einer Holztür ausgeführt. So sind eiserne Bänder und deren Befestigung durch eiserne Beschläge nachgeahmt. Der Boden ist mit steinernen Platten belegt. Der Verputz der Innenwände ist, dem Muster des kleineren Grabes folgend, bemalt. In der Grabkammer sind die Reste einer steinernen Kline zu sehen, auf die der oder die Verstorbene gebettet wurde.
Um die Marmortüren vor dem Umfallen zu bewahren, sind sie durch Holzverstrebungen und Metallstangen abgestützt.

### Grab B
Das kleinere, östlich gelegene Grab ist als Einkammergrab ausgeführt. Es war mit einer zweifarbigen Bemalung geschmückt. Der Verputz der oberen Lage des monolithischen Mauerwerks ist mit gelber Farbe bemalt, der Verputz der darunter liegenden Quader war mit roter Farbe verziert. Der Boden ist mit steinernen Platten ausgelegt.